# Дитрих II фон Веттин
Дитрих II фон Веттин (нем. Dietrich II. von Wettin; ок. 990 — 19 ноября 1034) — граф Айленбурга (Дитрих I) с 1017, граф в гау Сиусули (Дитрих I) и в Северном Гассегау с 1021, маркграф Саксонской Восточной марки (Дитрих I) с 1032, единственный сын Деди I, графа в Гассегау, и Титбурги (Титберги), дочери маркграфа Северной марки Дитриха фон Хальденслебен.

## Биография
После гибели графа Деди I, убитого в 1009 году, император Генрих II передал Дитриху на хофтаге в Пёльде, состоявшемся в рождество 1009 года, часть владений отца в северном Гессегау и отцовскую часть крепости Цёрбиг. Другая часть владений Деди I оказалась под управлением графа Айленбурга Фридриха, младшего брата Деди.
Фридрих Айленбургский умер 5 января 1017 года. Поскольку сыновей у него не было, он завещал Айленбург Дитриху, указав в завещании, чтобы тот передал имущество трём дочерям Фридриха. Позже император Генрих II передал Дитриху и остальные владения Фридриха в Северном Гессегау и гау Сиусули.
Дитрих играл важную роль в восточной политике императоров Священной Римской империи. В 1018 году он вместе с маркграфом Мейсена Германом I был свидетелем при заключении Баутценского мира, закончившего длившуюся с 1002 года войну между императором Генрихом II и королём Польши Болеславом I Храбрым. Позже он участвовал в обороне границ империи от посягательств королей Польши. Так в 1030 году он по сообщению Саксонского анналиста с отрядом рыцарей разбил вторгшегося на территорию империи короля Польши Мешко II. Также Дитрих помог императору Конраду II вернуть часть славянских земель, потерянных при предшественниках. За это около 1032 года Дитрих получил от императора в лен Саксонскую Восточную (Лужицкую) марку.
19 ноября 1034 года Дитрих был убит людьми брата его жены — маркгафа Мейсена Эккехарда II. Мотивы убийства неизвестны, но возможно Эккехард был недоволен усилением власти Дитриха. В итоге Эккехард присоединил к своим владениям Лужицкую марку.
Родовые владения Дитриха были разделены его тремя сыновьями. Деди II получил часть Айленбурга и Сиусулли, а Тимо и Геро - часть Айленбургского графства, получившую название графство Брена.

## Брак и дети
Жена: Матильда, дочь маркграфа Мейсена Эккехарда I и Сванехильды. Дети:
- Деди II (ум. октябрь 1075), граф Айленбурга и гау Сиусули с 1034, маркграф Нижнелужицкий с 1046, граф в Южном Швабенгау в 1046—1068
- Тимо (ум. после 1099/1101), граф Брены с 1034
- Геро (ум. после 1089), граф Брены с 1034
- Фридрих I (ум. 18 апреля 1084), настоятель Магдебургского собора ранее 1063, избранный епископ Магдебурга в 1063, настоятель Мюнстерского собора в 1063, имперский архиканцлер, епископ Мюнстера с 1064
- Конрад (ум. 17 января или 14 февраля после 1040), граф Камбурга
- Ригдаг (ум. молодым)
- Хидда фон Айленбург; муж: Спытигнев II (1031 — 28 января 1061), князь Чехии